# Pfarrhaus (Klenau)
Das Pfarrhaus in Klenau, einem Gemeindeteil von Gerolsbach im oberbayerischen Landkreis Pfaffenhofen an der Ilm, wurde 1852 errichtet. Das ehemalige Pfarrhaus am Kirchweg 6, neben der katholischen Pfarrkirche St. Andreas, gehört zu den geschützten Baudenkmälern in Bayern.
Der zweigeschossige Flachwalmdachbau mit Ziegelgesims und Stichbogenfenstern am Erdgeschoss besitzt fünf zu zwei Fensterachsen.